# Tot ce îți pot oferi
Tot ce îți pot oferi (All Mine to Give, cunoscut în Marea Britanie ca The Day They Gave Babies Away) este un film de Crăciun, în Technicolor, american din 1957 regizat de Allen Reisner. În rolurile principale joacă actorii Glynis Johns, Dabbs Greer și Jon Provost.

## Prezentare
O familie scoțiană vine în Wisconsin și o duce bine până când o tragedie îi lovește în preajma Crăciunului.

## Distribuție
- Glynis Johns - Mamie
- Cameron Mitchell - Robert
- Rex Thompson - Robbie
- Patty McCormack as- Annabelle
- Ernest Truex - Doctor Delbert
- Hope Emerson - Mrs. Pugmire
- Alan Hale, Jr. - Tom Cullen (ca Alan Hale)
- Sylvia Field - Lelia Delbert
- Royal Dano - Howard Tyler
- Reta Shaw - Mrs. Runyon
- Stephen Wootton - Jimmy
- Butch Bernard - Kirk
- Yolanda White - Elizabeth
- Rita Johnson -  Katie Tyler
- Ellen Corby - Mrs. Raiden
- Rosalyn Boulter - Mrs. Stephens
- Francis De Sales - Mr. Stephens
- Jon Provost - Robbie Eunson - age 6